# 分離結晶

示意圖顯示岩漿分離結晶的原則。當岩漿冷卻時，因不同礦物從岩漿結晶出來，岩漿一直在演變。1：橄欖石首先結晶出來。2：橄欖石和辉石同時結晶出來。3：辉石和斜長石結晶出來。4斜長石結晶出來。在岩漿底部形成火成堆積岩

分離結晶（英語：fractional crystallization）是從原始均質岩漿中去除早期形成的晶體（例如，通過重力沉降），從而防止這些晶體與剩餘岩漿繼續反應。分離結晶會造成剩餘岩漿的化學成分與原始岩漿不同，從而導致一系列不同礦物的結晶 。
分離結晶是岩漿分異作用的主要過程之一。
與恆定壓力和成分的化學系統中的結晶相比，岩漿中的分離結晶是複雜的，因為壓力和成分的變化會對岩漿演化產生巨大影響。尤其水、二氧化碳和氧氣的添加或減少 。
例如，水的分壓在花崗岩成分的岩漿能控制哪種礦物首先結晶
。
氧的分壓能控制磁鐵礦和尖晶石的結晶順序 。